# Mantvydas
Mantvydas ist ein litauischer männlicher Vorname (abgeleitet von Mantas + Vydas). Die weibliche Form ist Mantvydė.

## Personen
- Mantvydas Bekešius (* 1981), Jurist und Politiker, Vizeaußenminister